# Rio Cobres

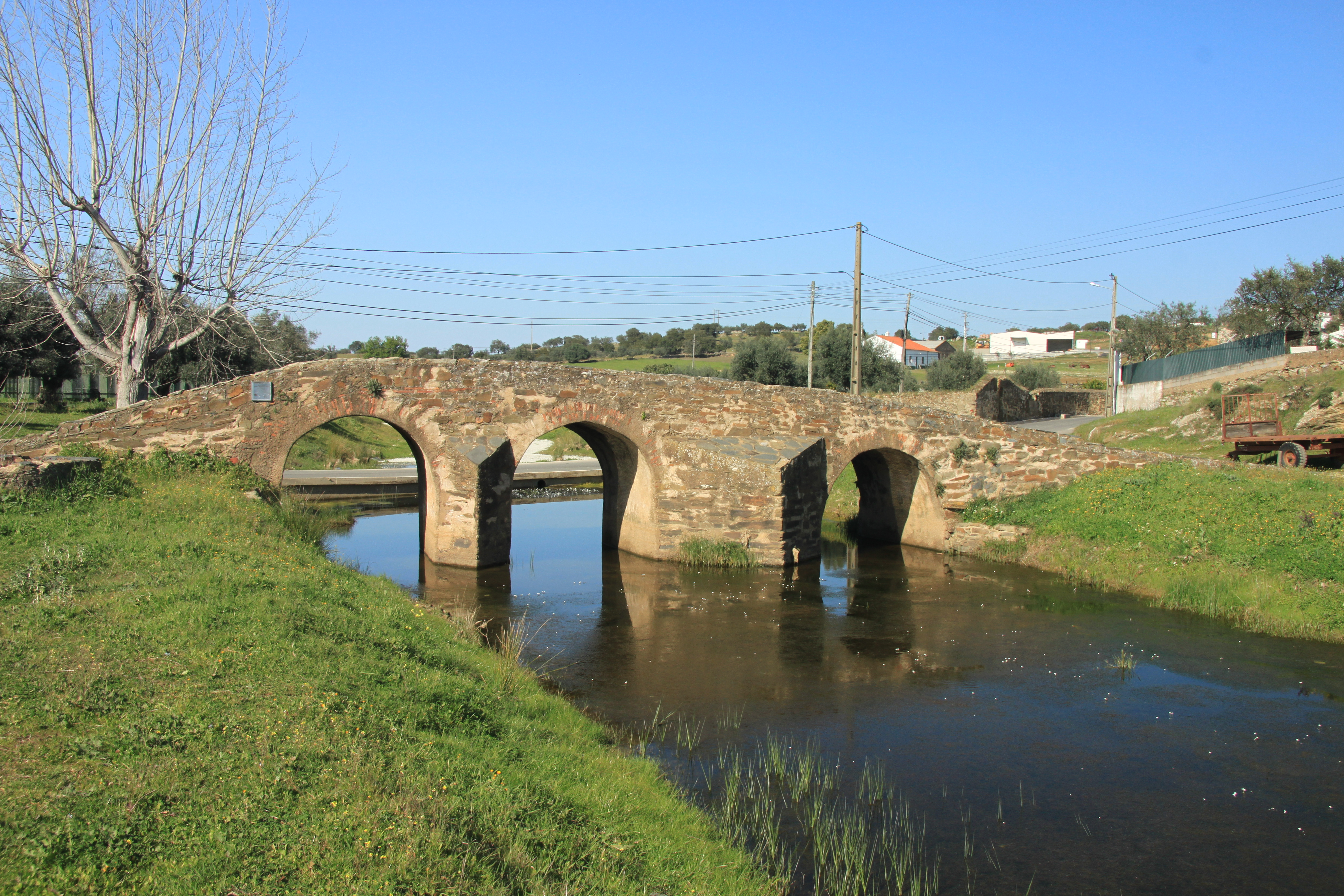
Ponte medieval sobre a Ribeira de Cobres, em Almôdovar.

O rio Cobres é um rio português que nasce a sul do município de  Almodôvar e desagua no Rio Guadiana perto do Pulo do Lobo. Este curso de água aparece também referenciado por ribeira de Cobres, ribeira de Terges, ou mesmo ribeira de Terges e Cobres.
Possui uma bacia hidrográfica com cerca de 1150 km² e no seu percurso de 76 quilómetros atravessa os municípios de Almodôvar, Castro Verde, Mértola e Beja e ainda o Parque Natural do Vale do Guadiana

## Descrição e história
O rio passa por Almodôvar, circulando em grande parte da periferia da povoação, sendo ali atravessado por diversas pontes, incluindo uma histórica, que é provavelmente de origem medieval, e outra moderna, que faz parte da Estrada Nacional 267.
Em Julho de 2013, o Bloco de Esquerda propôs a requalificação da ribeira de Cobres, como parte da sua candidatura autárquica a Almodôvar. Esta proposta iria incidir sobre o curso de água em si, com a regularização do caudal no lanço junto à vila de Almodôvar, e sobre a área das margens, que deveria ser convertida numa zona verde, «com percursos pedonais, de maneira a constituir-se numa das zonas privilegiadas em termos de ocupação dos tempos livres dos almodovarenses». Segndo Constantino Piçarra, cabeça-de-lista do Bloco de Esquerda em Almodôvar, esta intervenção iria impulsionar a «criação de postos de trabalho e, de forma indirecta, o desenvolvimento da economia local, nomeadamente o comércio e a restauração». Em Julho de 2016, a autarquia anunciou que já tinha sido aprovado um programa de requalificação do Largo de São Pedro, no âmbito do Plano de Acção para a Regeneração Urbana, e que se iria prolongar ao longo das margens da ribeira.
Em Março de 2018, duas viaturas automóveis foram arrastadas pelas águas da ribeira de Cobres e Terges, devido a chuvas intensas, resultando em três feridos e um morto.
Em Março de 2023 foi feita uma intervenção de limpeza do rio, que envolveu alunos e professores da Escola Básica 2,3/Secundária Dr. João Brito Camacho, em Almodôvar, no âmbito do programa Guardiões, e que teve como finalidade «alertar para a importância dos comportamentos individuais na preservação do nosso planeta». Em Junho desse ano, o presidente da Associação de Beneficiários do Roxo, António Parreira, propôs um conjunto de medidas como forma de minimizar o impacto da seca no Alentejo, incluindo um sistema de transvase da ribeira de Terges e Cobres para o Roxo, que aquele organismo defendia desde 2004. Já em 2018, a associação tinha defendido a construção de duas barragens, uma das quais no concelho de Almodôvar, que serviriam para «reforço do abastecimento público» e impedir que grande parte da água das ribeiras de Cobres e de Oeiras fossem parar ao oceano.

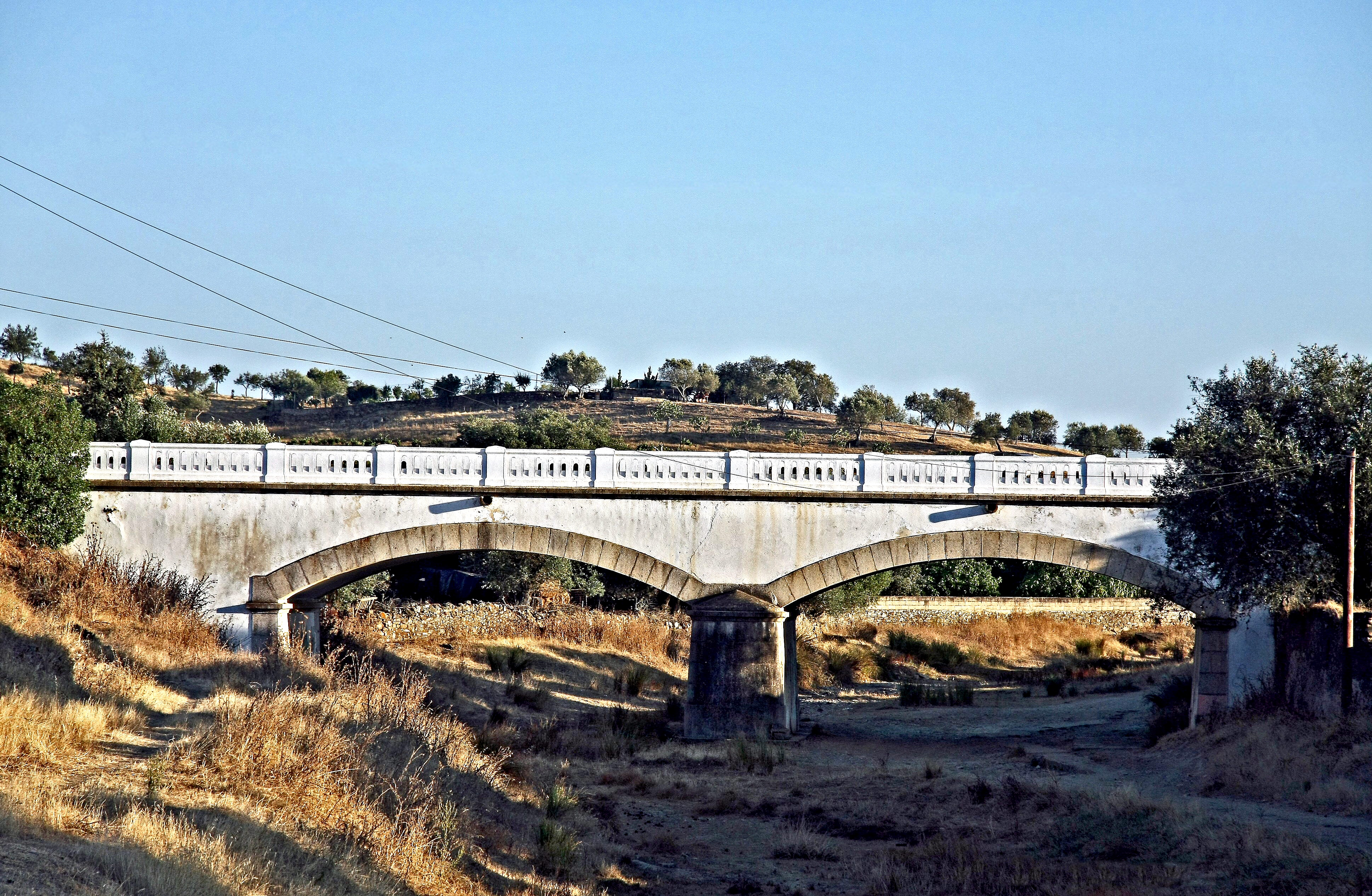
Ponte nova sobre a Ribeira de Cobres, em Almodôvar.

## Afluentes
- Ribeira de Maria Delgada
- Ribeira de Terges (afluente do rio Cobres)
- Ribeiro de Vale de Matos